# Macrobrachium faustinum
Macrobrachium faustinum е вид десетоного от семейство Palaemonidae. Видът не е застрашен от изчезване.

## Разпространение и местообитание
Разпространен е в Американски Вирджински острови, Барбадос, Бонер, Венецуела, Гваделупа, Гренада, Доминика, Колумбия, Куба, Кюрасао, Пуерто Рико, Саба, САЩ (Флорида), Сейнт Винсент и Гренадини, Сен Естатиус, Тринидад и Тобаго, Хаити и Ямайка.
Обитава сладководни басейни, реки и потоци.